# باربارا بيكر
باربارا بيكر (بالألمانية: Barbara Becker)‏ (وُلدت في 1 نوفمبر 1966 في ميونخ، بافاريا) هي ممثلة ومصممة أزياء وعارضة أزياء ألمانية أمريكية.

## وصلات خارجية
- الموقع الرسمي
- باربارا بيكر على موقع IMDb (الإنجليزية)
- باربارا بيكر على موقع ألو سيني (الفرنسية)
- باربارا بيكر على موقع ميوزك برينز (الإنجليزية)
- باربارا بيكر على موقع ديسكوغز (الإنجليزية)
- باربارا بيكر على موقع قاعدة بيانات الفيلم (الإنجليزية)
- باربارا بيكر على موقع كينوبويسك (الروسية)